# Serie B d'Eccellenza (pallacanestro maschile)
La Serie B d'eccellenza (nota anche come Serie B1) ha rappresentato il terzo livello del campionato italiano di pallacanestro. È stata istituita nel 1986-87 (con lo sdoppiamento della vecchia Serie B in B1 e B2) ed è esistita fino al 2008, anno in cui ha cambiato denominazione in Serie A Dilettanti (divenuta nel 2011 Divisione Nazionale A).
Era suddivisa in due gironi di 14 squadre, per posizione geografica. Le squadre promosse accedevano alla Serie A2 (poi Legadue), mentre le retrocesse scendevano in Serie B2 (attuale Serie B Dilettanti). I campionati di B d'Eccellenza costituivano il più alto livello non professionistico, bensì semiprofessionistico.

## Albo d'oro
| Stagione | Prima promozione | Seconda promozione | Note                                                                    |
| 1986-87  | S.C. Montecatini | Olimpia Pistoia    | -                                                                       |
| 1987-88  | Scaligera Verona | Aresium            | -                                                                       |
| 1988-89  | Pall. Trieste    | Dinamo Sassari     | -                                                                       |
| 1989-90  | Mens Sana Siena  | Pall. Trapani      | -                                                                       |
| 1990-91  | Basket Rimini    | Pall. Ferrara      | -                                                                       |
| 1991-92  | Modena Basket    | Pall. Marsala      | -                                                                       |
| 1992-93  | Petrarca         | Virtus Padova      | Virtus Padova disputò il campionato di A2 con denominazione "Vicenza"   |
| 1993-94  | Gorizia          | Cervia             | -                                                                       |
| 1994-95  | A. Costa Imola   |                    | Una sola promozione per ridefinizione numero partecipanti campionato A2 |

| Stagione | Vincenti Finali Play-off       | Vincente Spareggio Promozione | Note |
| 1995-96  | Don Bosco Livorno              | A.P.L. Pozzuoli               | -    |
| 1996-97  | Scandone Avellino Jesi Academy | Partenope                     | -    |
| 1997-98  | Virtus Ragusa Pall. Roseto     | Pall. Biella                  | -    |

| Stagione | Vincente Playoff 1                       | Vincente Playoff 2                                      | Note |
| 1998-99  | Basket Vicenza                           | Barcellona                                              | Vicenza rinuncia alla promozione cedendo il titolo sportivo a Amici Pall. Udinese                                                                             |
| 1999-00  | Pr. Castel Maggiore                      | Scafati Basket                                          | - |
| 2000-01  | Sutor Montegranaro Orlandina Pall. Pavia | C.S. Borgomanero Celana Bergamo B.C. Ferrara            | Sei promozioni per ridefinizione numero partecipanti Legadue                                                                                                  |
| 2001-02  | Robur Osimo                              | Teramo Basket                                           | - |
| 2002-03  | Dinamo Sassari                           | RB Montecatini                                          | - |
| 2003-04  | Castelletto Ticino                       | Sutor Montegranaro Nuova A.M.G. Sebastiani Basket Rieti | Tre promozioni per ridefinizione numero partecipanti campionato Legadue. Castelletto Ticino rinuncia alla promozione cedendo il titolo sportivo a Juvecaserta |
| 2004-05  | Junior Casale                            | Castelletto Ticino                                      | - |
| 2005-06  | Triboldi                                 | V.L. Pesaro                                             | - |
| 2006-07  | Pistoia Basket                           | Veroli Basket                                           | - |

| Stagione | Vincente Finale Play-off | Vincente Spareggio Promozione | Note |
| 2007-08  | Reyer Venezia            | N.B. Brindisi                 | -    |